# Ethelreda z Northumbrie
Ethelreda (Octreda nebo i Uhtreda) byla dcerou hraběte Gospatrica z Northumbrie.
Ve třináctém století je v Cumberlandu na severu Skotska zmiňována jako matka Williama fitz Duncana, teritoriálního magnáta v severním Skotsku a na severu Anglie. Má se za to, že byla manželkou Duncana II., který byl krátce skotským králem v roce 1094. Jinak je o ní známo jen velice málo.